# 폭설

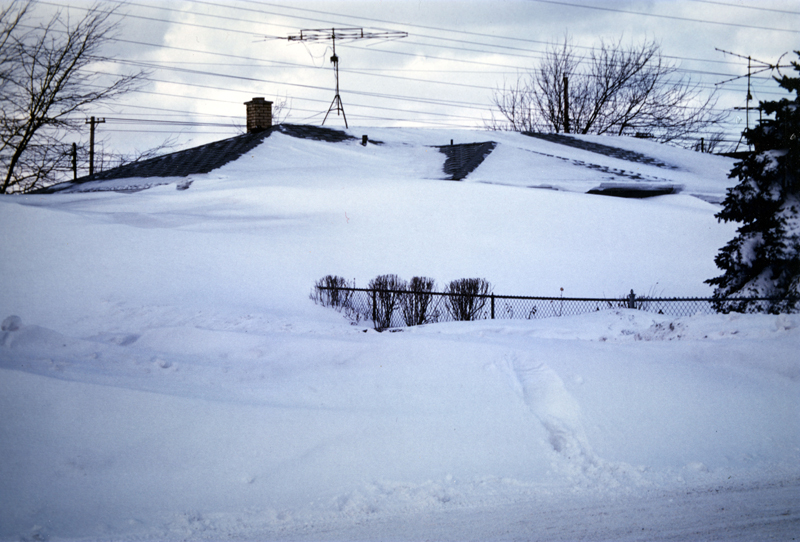
눈폭풍의 여파로 눈 속에 파묻힌 집, 1977년

2025년 1월 대한민국 폭설 당시 발효된 대한민국 기상청의 대설특보

 폭설(暴雪 영어:heavy snow)은 짧은 시간에 많은 양의 눈이 오는 기상 현상으로, 자연재해에 속하며 각종 피해를 유발한다. 폭설의 정확한 기준은 없으며, 보통 평소에 눈이 올 때보다 더 많은 눈이 내려 피해가 일어날 때 사용한다. 

## 한국
대한민국에는 지형적인 특성으로 강원도와 전라도 지역에 폭설이 오는 경우가 많다. 남부 지방은 교통이 마비되고 눈에 파묻힐 정도의 폭설이 내려도 비교적 온화한 날씨로 인해 도로가 빠르게 복구되기도 한다.

### 2025년
2025년 1월 27일부터 29일까지 설 연휴 기간에 많은 폭설이 내려 전국에서 피해가 발생했다. 